# Uogólnianie przez unifikację
Uogólnianie przez unifikację – w dydaktyce matematyki jest to formułowanie twierdzenia, które stanowi połączenie wszystkich podanych wcześniej uczniowi twierdzeń będących szczególnymi przypadkami poszukiwanego twierdzenia. Uogólnienie na drodze unifikacji nie oznacza stworzenia rozszerzonej merytorycznie wersji jednego twierdzenia (co byłoby uogólnieniem rozumowania) lub wielu twierdzeń (co byłoby uogólnieniem typu indukcyjnego), lecz stanowi połączenie zapisu kilku twierdzeń, w jedno twierdzenie. Uogólnianie przez unifikację służy organizowaniu posiadanej wiedzy, strukturyzowaniu jej i ułatwia jej zastosowania.

## Przykłady

### Przykład 1
Dwa twierdzenia:
- {\displaystyle \forall _{x,y\in \mathbb {R} }\ |x|-|y|\leqslant |x-y|,}
- {\displaystyle \forall _{x,y\in \mathbb {R} }\ |x-y|\leqslant |x|+|y|,}

można uogólnić przez unifikację do jednego twierdzenia:
- {\displaystyle \forall _{x,y\in \mathbb {R} }\ |x|-|y|\leqslant |x-y|\leqslant |x|+|y|}[1].

### Przykład 2
Trzy twierdzenia:
- {\displaystyle \forall _{x>0}\ |x|=x}
- {\displaystyle \forall _{x=0}\ |x|=0}
- {\displaystyle \forall _{x<0}\ |x|=-x}

można uogólnić przez unifikację do jednego twierdzenia:
- {\displaystyle |x|={\begin{cases}x&{\mbox{dla }}x\geqslant 0\\-x&{\mbox{dla }}x<0.\end{cases}}}

### Przykład 3
Uczniowie, rozważając własności trójmianu kwadratowego {\displaystyle x\mapsto ax^{2}+bx+c} mającego miejsca zerowe {\displaystyle x_{1},} {\displaystyle x_{2}} zapisują dwa twierdzenia:
{\displaystyle P_{1}\ :\ a>0\wedge x_{1}<s<x_{2}\Rightarrow f(s)<0}
{\displaystyle P_{2}\ :\ a<0\wedge x_{1}<s<x_{2}\Rightarrow f(s)>0}
Nauczyciel proponuje sformułowanie jednej implikacji, dla której każde z twierdzeń {\displaystyle P_{1},} {\displaystyle P_{2}} byłoby szczególnym przypadkiem. Po dyskusji pojawia się twierdzenie {\displaystyle P\ :\ x_{1}<s<x_{2}\Rightarrow af(s)<0} (przy założeniach przyjętych poprzednio). Twierdzenie {\displaystyle P} jest uogólnieniem twierdzeń {\displaystyle P_{1}} i {\displaystyle P_{2}} otrzymanym przez unifikację tych twierdzeń.